# Ekaterina Lobazniuk
Ekaterina Lobaznyuk, em russo: Екатерина Людмиловна Лобазнюк, (10 de Junho de 1983), Fergana, Uzbequistão,  é uma ex-ginasta uzbeque, que competia pela União Soviética e a partir de 2000 competiu em provas de ginástica artística pela Rússia. 
Nos Jogos Olímpicos de 2000, Ekaterina Lobaznyuk conquistou três medalhas, uma de prata por equipes, ficando atrás da equipe romena, outra medalha de prata, na trave de equilíbrio, ficando atrás da chinesa Liu Xuan, e uma medalha de bronze no salto, ficando atrás da romena Andreea Răducan que ficou com a prata, e de sua compatriota Elena Zamolodchikova que ficou com o ouro.